# Nati il 18 settembre
| Questa pagina contiene informazioni ricavate automaticamente dalle voci biografiche con l'ausilio del template Bio e di un bot. L'aggiornamento è periodico e automatico e ricostruisce completamente la pagina. Se manca una persona in questa lista, sei pregato di non aggiungerla, ma accertati piuttosto che la sua voce biografica contenga il template Bio e che i dati anagrafici siano correttamente compilati. Se il template Bio manca, inseriscilo tu stesso o, in alternativa, metti l'avviso {{tmp\|Bio}} che ne segnala la mancanza. Se i dati riportati sono sbagliati, correggi direttamente la voce biografica; le modifiche saranno visibili in questa lista entro pochi giorni. Per chiarimenti vedi il progetto biografie. La lista contiene solo le 1.183 persone che sono citate nell'enciclopedia e per le quali è stato implementato correttamente il template Bio. Pagina aggiornata al 17 ago 2025. |

## I secolo(1)
- 53 - Traiano, imperatore romano († 117)

## VI secolo(1)
- 524 - K'an B'alam I, sovrano († 583)

## XIII secolo(1)
- 1234 - Corrado Miliani, religioso italiano († 1289)

## XIV secolo(1)
- 1344 - Maria di Valois, principessa francese († 1404)

## XV secolo(4)
- 1434 - Eleonora d'Aviz, principessa portoghese († 1467)
- 1446 - Ōuchi Masahiro, militare giapponese († 1495)
- 1465 - Giorgio Luti, religioso italiano († 1491)
- 1495 - Ludovico X di Baviera, duca († 1545)

## XVI secolo(9)
- 1501 - Henry Stafford, I barone Stafford, nobile inglese († 1563)
- 1525 - Pedro Enríquez de Acevedo, generale e politico spagnolo († 1610)
- 1533 - Yūki Harutomo, militare giapponese († 1614)
- 1539 - Ludovico Gonzaga-Nevers, nobile italiano († 1595)
- 1568 - Ludovico Zuccolo, scrittore e politico italiano († 1630)
- 1569 - Cosimo Baroncelli, scrittore e funzionario italiano († 1626)
- 1574 - Claudio Achillini, giurista e scrittore italiano († 1640)
- 1587 - Francesca Caccini, compositrice, clavicembalista e soprano italiana († 1641)
- 1593 - Leonardo Agostini, antiquario, numismatico e archeologo italiano († 1676)

## XVII secolo(12)
- 1611 - Michele Beggiamo, arcivescovo cattolico italiano († 1689)
- 1620 - Alberto II di Brandeburgo-Ansbach, nobile († 1667)
- 1643 - Gilbert Burnet, vescovo anglicano e storico scozzese († 1715)
- 1664 - Anton Maria Maragliano, scultore italiano († 1739)
- 1664 - Gualtiero Francesco Saverio di Dietrichstein, nobile boemo († 1738)
- 1675 - Cristiano Alberto di Brandeburgo-Ansbach, nobile tedesco († 1692)
- 1676 - John Manners, II duca di Rutland, nobile inglese († 1721)
- 1676 - Eberardo Ludovico di Württemberg, duca († 1733)
- 1677 - Christian Döring, architetto tedesco († 1750)
- 1684 - Johann Gottfried Walther, compositore tedesco († 1748)
- 1689 - Gabriele Malagrida, gesuita e missionario italiano († 1761)
- 1690 - Carlo Ludovico di Schleswig-Holstein-Sonderburg-Beck, ufficiale tedesco († 1774)

## XVIII secolo(31)
- 1705 - Sarah Cadogan, nobildonna inglese († 1751)
- 1709 - Samuel Johnson, critico letterario, poeta e saggista britannico († 1784)
- 1718 - Maria Anna d'Asburgo, nobile austriaca († 1744)
- 1726 - Joannes-Henricus von Franckenberg, cardinale e arcivescovo cattolico tedesco († 1804)
- 1728 - Richard Mique, architetto francese († 1794)
- 1733 - Atanasio IV Jawhar, vescovo cattolico e patriarca cattolico siriano († 1794)
- 1733 - George Read, politico e avvocato statunitense († 1789)
- 1745 - Élie Lacoste, politico francese († 1806)
- 1748 - Giuseppe Antonio Guattani, archeologo e scrittore italiano († 1830)
- 1750 - Tomás de Iriarte, poeta, drammaturgo e traduttore spagnolo († 1791)
- 1752 - Adrien-Marie Legendre, matematico francese († 1833)
- 1758 - Louis Friant, generale francese († 1829)
- 1759 - Sextius Alexandre François de Miollis, generale francese († 1828)
- 1760 - Jean-Nicolas-Louis Durand, architetto e teorico dell'architettura francese († 1834)
- 1761 - François Just Marie Raynouard, tragediografo, avvocato e filologo francese († 1836)
- 1762 - Domenico Zeni, pittore italiano († 1819)
- 1764 - Mauro Gandolfi, pittore italiano († 1834)
- 1765 - Papa Gregorio XVI, papa, vescovo cattolico e cardinale italiano († 1846)
- 1773 - Ottavio Colecchi, filosofo e matematico italiano († 1848)
- 1774 - Nicola Berlingeri, vescovo cattolico italiano († 1854)
- 1779 - Joseph Story, giurista e avvocato statunitense († 1845)
- 1779 - Ludolph Christian Treviranus, botanico e biologo tedesco († 1864)
- 1780 - Francesco Pezzi, giornalista italiano († 1831)
- 1782 - José Tomás Boves, generale spagnolo († 1814)
- 1786 - Cristiano VIII di Danimarca, re († 1848)
- 1786 - Justinus Kerner, scrittore, poeta e medico tedesco († 1862)
- 1789 - Johann Eduard Simon, chimico e farmacista tedesco († 1856)
- 1789 - Ottavio Tupputi, generale, patriota e politico italiano († 1865)
- 1795 - Kondratij Fëdorovič Ryleev, rivoluzionario e poeta russo († 1826)
- 1799 - Terenzio Mamiani, filosofo, politico e scrittore italiano († 1885)
- 1800 - Casimiro Perifano, scrittore, poeta e bibliotecario italiano († 1867)

## XIX secolo(163)
- 1803 - Antonio Bianchini, pittore, letterato e critico d'arte italiano († 1884)
- 1803 - Jacques-Désiré Laval, presbitero francese († 1864)
- 1804 - Marco Casagrande, scultore italiano († 1880)
- 1805 - Francesco Carrara, giurista e politico italiano († 1888)
- 1806 - Heinrich Laube, scrittore, commediografo e direttore teatrale tedesco († 1884)
- 1807 - Charles-Auguste Questel, architetto francese († 1888)
- 1807 - Giuseppe Targioni, vescovo cattolico italiano († 1873)
- 1808 - Félix Hippolyte Larrey, medico e militare francese († 1895)
- 1810 - Jean-Marie Bonnassieux, scultore francese († 1892)
- 1810 - Giovanni Colonna Romano Filingeri, politico e prefetto italiano († 1869)
- 1811 - Muhammad II ibn al-Husayn, tunisino († 1859)
- 1812 - Gennaro Bellelli, politico italiano († 1864)
- 1812 - Herschel V. Johnson, politico statunitense († 1880)
- 1815 - Jacob Pleydell-Bouverie, IV conte di Radnor, nobile inglese († 1889)
- 1817 - Federico Bellelli, politico italiano († 1907)
- 1819 - Léon Foucault, fisico francese († 1868)
- 1819 - Augusto Theodoli, cardinale italiano († 1892)
- 1822 - Antonio Bajamonti, politico italiano († 1891)
- 1822 - Ernst Förstemann, filologo, bibliotecario e linguista tedesco († 1906)
- 1822 - Johann August Nauck, filologo classico tedesco († 1892)
- 1824 - Carlo Rinaldini, patriota e storico italiano († 1866)
- 1825 - Antonio Fornoni, politico italiano († 1897)
- 1826 - Celia Burleigh, scrittrice, attivista e religiosa statunitense († 1875)
- 1827 - Pietro Conti, politico italiano († 1878)
- 1829 - Joaquín Pardo de Tavera, attivista filippino († 1884)
- 1830 - Saro Cucinotta, incisore, disegnatore e critico d'arte italiano († 1871)
- 1831 - Siegfried Marcus, ingegnere e inventore tedesco († 1898)
- 1832 - Marie Léonide Charvin, attrice teatrale francese († 1891)
- 1834 - Giuseppe Incorpora, fotografo italiano († 1914)
- 1836 - Alphonse Trémeau de Rochebrune, botanico e zoologo francese († 1912)
- 1838 - Anton Mauve, pittore olandese († 1888)
- 1838 - Emil Scaria, basso-baritono austriaco († 1886)
- 1839 - Carlo Podrecca, avvocato e storico italiano († 1916)
- 1842 - Girolamo Caruso, agronomo italiano († 1923)
- 1842 - Laura Towne Merrick, mecenate statunitense († 1926)
- 1843 - Julius Hirschberg, oculista tedesco († 1925)
- 1844 - Cassius Marcellus Coolidge, pittore statunitense († 1934)
- 1845 - Hermann Bollé, architetto tedesco († 1926)
- 1845 - Gustave Emile Chauffourier, fotografo francese († 1919)
- 1845 - Rafael Hertzberg, scrittore, traduttore e storico finlandese († 1896)
- 1846 - Bernhard Riedel, chirurgo tedesco († 1916)
- 1847 - Vincenzo Casagrandi, storico e archeologo italiano († 1938)
- 1848 - Giuseppe Centola, politico e avvocato italiano († 1904)
- 1849 - Giovanni Battista Borachia, vescovo cattolico italiano († 1924)
- 1849 - Robert Harris, pittore canadese († 1919)
- 1849 - Karl Magnus Bergbohm, giurista tedesco († 1927)
- 1849 - Salvador de Iturbide y Marzán, principe messicano († 1895)
- 1850 - Miķelis Krogzemis, poeta lettone († 1879)
- 1850 - Filippo Sceberras, medico, patriota e politico maltese († 1928)
- 1852 - Odoardo Giansanti, poeta italiano († 1932)
- 1852 - Clement Lindley Wragge, meteorologo britannico († 1922)
- 1853 - Francesco Filippini, pittore italiano († 1895)
- 1853 - Heinrich Unverricht, medico tedesco († 1912)
- 1854 - Viktor Dankl von Krasnik, generale austro-ungarico († 1941)
- 1854 - Fausto Zonaro, pittore italiano († 1929)
- 1855 - Armando Lucifero, nobile, poeta e scrittore italiano († 1933)
- 1856 - Gennaro Trama, vescovo cattolico italiano († 1927)
- 1857 - Blanche Deschamps-Jéhin, mezzosoprano francese († 1923)
- 1857 - George Somerset, III barone Raglan, politico inglese († 1921)
- 1858 - Stathi Melani, presbitero e patriota albanese († 1917)
- 1858 - Pedro Nel Ospina, politico colombiano († 1927)
- 1859 - Gustavo Fara, generale e politico italiano († 1936)
- 1860 - Alberto Franchetti, compositore italiano († 1942)
- 1860 - Augustin Prosper Hacquard, vescovo cattolico e missionario francese († 1901)
- 1861 - Dmitrij Ivanovič Šachovskoj, politico russo († 1939)
- 1862 - Maria Teresa d'Asburgo-Lorena, nobile († 1933)
- 1862 - George Osborne, X duca di Leeds, nobile e politico inglese († 1927)
- 1862 - Aleksandr Fëdorovič Trepov, politico russo († 1928)
- 1862 - Camille Van Ronslé, missionario e vescovo cattolico belga († 1938)
- 1868 - Jan Verkade, pittore olandese († 1946)
- 1869 - Ellen Hansell, tennista statunitense († 1937)
- 1870 - Clark Wissler, antropologo statunitense († 1947)
- 1870 - Hugh Young, medico, chirurgo e scienziato statunitense († 1945)
- 1871 - Gerino Gerini, politico italiano († 1927)
- 1871 - Hendrikus Albertus Lorentz, esploratore e diplomatico olandese († 1944)
- 1871 - Eugenio Vianello, imprenditore e dirigente sportivo italiano († 1949)
- 1872 - Antonio Albertini, magistrato e politico italiano († 1966)
- 1872 - Gino Ducci, militare e politico italiano († 1962)
- 1872 - Carl Friedberg, pianista e docente tedesco († 1955)
- 1872 - Adolf Schmal, pistard e schermidore austriaco († 1919)
- 1873 - Henri Amand, rugbista a 15, arbitro di rugby a 15 e dirigente sportivo francese († 1967)
- 1873 - Willard Mack, sceneggiatore, attore e commediografo canadese († 1934)
- 1873 - Eugenia Rasponi, nobildonna, imprenditrice e attivista italiana († 1958)
- 1873 - Francesco Sofia Alessio, poeta italiano († 1943)
- 1874 - Georges Lumpp, canottiere francese († 1934)
- 1874 - Oskari Mantere, politico finlandese († 1942)
- 1875 - Henriette Renié, arpista e compositrice francese († 1956)
- 1875 - Fred Warmbold, lottatore statunitense († 1926)
- 1876 - Enrico Guazzoni, regista e pittore italiano († 1949)
- 1876 - Milan Rakić, scrittore serbo († 1938)
- 1876 - James Scullin, politico australiano († 1953)
- 1877 - Ferdinando Farina, militare e politico italiano († 1964)
- 1878 - Robert Brooke-Popham, generale britannico († 1953)
- 1878 - Lambert Ehrlich, teologo e etnologo sloveno († 1942)
- 1878 - Billy Sherring, maratoneta canadese († 1964)
- 1878 - Ugo Sirovich, magistrato e politico italiano († 1954)
- 1879 - Henri Dufaux, imprenditore, pittore e politico francese († 1980)
- 1881 - Jean-Marie-Michel Blois, missionario e arcivescovo cattolico francese († 1946)
- 1881 - Piero Folli, presbitero italiano († 1948)
- 1881 - Martin Heinrich Gustav Schwantes, botanico e archeologo tedesco († 1960)
- 1881 - Pedro Ruiz de los Paños y Ángel, presbitero spagnolo († 1936)
- 1881 - Richard Veselý, calciatore boemo
- 1882 - Bob Fowler, maratoneta statunitense († 1957)
- 1882 - Ulrica Nisch, religiosa tedesca († 1913)
- 1883 - Gertrude Barrows Bennett, scrittrice statunitense († 1948)
- 1883 - Gerald Berners, compositore, scrittore e pittore britannico († 1950)
- 1883 - Madan Lal Dhingra, attivista e rivoluzionario indiano († 1909)
- 1883 - Henry Edwards, regista, attore e produttore cinematografico inglese († 1952)
- 1883 - Julius Ussy Engelhard, illustratore e pittore tedesco († 1964)
- 1883 - Ludomir Różycki, compositore e direttore d'orchestra polacco († 1953)
- 1884 - Francisco Broch Llop, scultore e linguista spagnolo († 1980)
- 1884 - Mlle. Dazie, cantante, attrice e ballerina statunitense († 1952)
- 1884 - Margit Slachta, attivista e politica ungherese († 1974)
- 1884 - C. Gardner Sullivan, sceneggiatore statunitense († 1965)
- 1885 - Michal Buzalka, vescovo cattolico slovacco († 1961)
- 1885 - Üzeyir Hacıbəyov, compositore, direttore d'orchestra e musicologo azero († 1948)
- 1885 - Viktor Smeds, ginnasta e dirigente sportivo finlandese († 1957)
- 1886 - Yehuda Burla, scrittore israeliano († 1969)
- 1886 - Giuseppe Crosa di Vergagni, architetto italiano († 1968)
- 1886 - Kurt Middendorf, attore tedesco
- 1886 - Samoilă Mârza, fotografo romeno († 1967)
- 1886 - Paul Pedersen, ginnasta norvegese († 1948)
- 1887 - Giacinto Ghia, imprenditore e carrozziere italiano († 1944)
- 1888 - Arvid Arisholm, calciatore norvegese († 1963)
- 1888 - Casilda Fernández de Henestrosa, nobildonna spagnola († 1987)
- 1888 - Toni Wolff, psicologa svizzera († 1953)
- 1889 - Doris Blackburn, politica, attivista e pacifista australiana († 1970)
- 1889 - Leslie Morshead, generale australiano († 1959)
- 1890 - Enrique Gorostieta Velarde, generale messicano († 1929)
- 1891 - Angiolo Marchi, ciclista su strada italiano
- 1891 - Dmitrij Pavlovič Romanov, nobile russo († 1942)
- 1892 - Carl Johnson, calciatore statunitense († 1970)
- 1893 - Arthur Benjamin, compositore, pianista e direttore d'orchestra australiano († 1960)
- 1893 - William March, scrittore statunitense († 1954)
- 1893 - Frederic Marès, scultore e collezionista d'arte spagnolo († 1991)
- 1893 - Jean Maurice Paul Jules de Noailles, partigiano francese († 1945)
- 1894 - Ermilo Abreu Gómez, scrittore messicano († 1971)
- 1894 - Fay Compton, attrice inglese († 1978)
- 1894 - Pёtr Repnin, attore sovietico († 1970)
- 1895 - Krikor Bedros XV Aghagianian, cardinale e patriarca cattolico armeno († 1971)
- 1895 - Jean Batmale, allenatore di calcio e calciatore francese († 1973)
- 1895 - John Diefenbaker, politico canadese († 1979)
- 1895 - Digvijaysinhji Ranjitsinhji, principe, politico e crickettista indiano († 1966)
- 1895 - Arturo Gallea, direttore della fotografia italiano († 1959)
- 1895 - Tomoji Tanabe, supercentenario giapponese († 2009)
- 1895 - Robert Zander, calciatore svedese († 1966)
- 1896 - Ernst Bernhard, psicoanalista, pediatra e astrologo tedesco († 1965)
- 1896 - Gino Cancellotti, architetto italiano († 1986)
- 1896 - Giovanni De Gasperis, politico italiano
- 1896 - Ivan Efimovič Petrov, generale sovietico († 1958)
- 1896 - Mario Sartorio, calciatore italiano († 1934)
- 1897 - Gian Maria Lepscky, pittore italiano († 1965)
- 1897 - John Spencer-Churchill, X duca di Marlborough, nobile britannico († 1972)
- 1897 - Dragutin Vragović, calciatore jugoslavo († 1973)
- 1898 - Jeanne Gautier, violinista francese († 1974)
- 1898 - Paul Vialar, scrittore francese († 1996)
- 1899 - Carlos Botelho, pittore e illustratore portoghese († 1982)
- 1899 - Francesco Del Grosso, militare e pistard italiano († 1938)
- 1900 - Placido Maria Cambiaghi, vescovo cattolico italiano († 1987)
- 1900 - Giacomo Gabbiani, pittore e incisore italiano († 1989)
- 1900 - Carlo Maria Pintacuda, pilota automobilistico italiano († 1971)
- 1900 - Seewoosagur Ramgoolam, politico mauriziano († 1985)
- 1900 - Walther Wenck, generale tedesco († 1982)

## XX secolo(933)
- 1901 - Giacomo Antonini, critico letterario e agente segreto italiano († 1983)
- 1901 - Harold Clurman, regista teatrale e critico teatrale statunitense († 1980)
- 1901 - Eduard Kanhäuser, calciatore austriaco († 1944)
- 1902 - Jorge Carrera Andrade, poeta e storico ecuadoriano († 1978)
- 1902 - Dino Falconi, scrittore e regista italiano († 1990)
- 1902 - Willy Otto Zielke, fotografo, regista e produttore cinematografico tedesco († 1989)
- 1903 - Sybil Bauer, nuotatrice statunitense († 1927)
- 1903 - Georges Berthet, sciatore di pattuglia militare francese († 1979)
- 1903 - Vilém König, calciatore cecoslovacco († 1973)
- 1903 - Guglielmo Marconi, partigiano italiano († 1968)
- 1903 - Chet Newton, lottatore statunitense († 1966)
- 1903 - Paul Seltenhammer, costumista e scenografo austriaco († 1987)
- 1904 - Bun Cook, hockeista su ghiaccio e allenatore di hockey su ghiaccio canadese († 1988)
- 1904 - David Eccles, I visconte Eccles, politico inglese († 1999)
- 1904 - František Stehlík, calciatore cecoslovacco († 1939)
- 1904 - Paul van den Broeck, bobbista e hockeista su ghiaccio belga († 1972)
- 1905 - Eddie "Rochester" Anderson, attore statunitense († 1977)
- 1905 - Greta Garbo, attrice svedese († 1990)
- 1905 - Guido Gonella, giornalista e politico italiano († 1982)
- 1905 - Agnes de Mille, ballerina e coreografa statunitense († 1993)
- 1906 - Semën Isaakovič Kirsanov, poeta russo († 1972)
- 1906 - Julio Rosales y Ras, cardinale e arcivescovo cattolico filippino († 1983)
- 1906 - Ottavio Stocchi, compositore di scacchi italiano († 1964)
- 1907 - Leon Askin, attore austriaco († 2005)
- 1907 - Jakob Brendel, lottatore tedesco († 1964)
- 1907 - Adrien Buttafocchi, ciclista su strada francese († 1937)
- 1907 - Håkon Gundersen, calciatore norvegese († 1986)
- 1907 - Edwin McMillan, fisico statunitense († 1991)
- 1907 - Tommaso Papa, presbitero, storico e poeta italiano († 1983)
- 1907 - Giuseppe Signorelli, partigiano, politico e imprenditore italiano († 1995)
- 1908 - Lucio Bini, neurologo e psichiatra italiano († 1964)
- 1908 - Vittorio Ugolini, allenatore di pallacanestro e arbitro di pallacanestro italiano († 2002)
- 1909 - Lino Balbo, giornalista e politico italiano († 1940)
- 1909 - Alexandre Derevitsky, compositore e direttore d'orchestra italiano († 1974)
- 1909 - Bob Mollohan, politico statunitense († 1999)
- 1909 - Francis Rose, pittore inglese († 1979)
- 1910 - Vittorio Foa, politico, sindacalista e giornalista italiano († 2008)
- 1910 - Augusto Fraga, regista e sceneggiatore portoghese († 2000)
- 1910 - Michele Marrone, militare e calciatore italiano († 1937)
- 1910 - Fernand Sardou, attore, cantante e comico francese († 1976)
- 1910 - Josef Tal, compositore israeliano († 2008)
- 1911 - Dario Antonelli, militare italiano († 1945)
- 1911 - Helmut Braselmann, pallamanista tedesco († 1993)
- 1911 - Francisco Dantas, attore lituano († 2000)
- 1911 - Enzo Paci, filosofo italiano († 1976)
- 1912 - Guido Agnolin, arbitro di calcio italiano († 1993)
- 1912 - Maria Pia Dal Canton, politica italiana († 2002)
- 1912 - Luigi Escalé Binefa, religioso spagnolo († 1936)
- 1912 - Avrelij Lukežič, pittore e decoratore italiano († 1980)
- 1912 - Sarah Palfrey Cooke, tennista statunitense († 1996)
- 1912 - John Scalish, mafioso statunitense († 1976)
- 1913 - Roald Amundsen, calciatore norvegese († 1985)
- 1913 - Georg Bochmann, generale tedesco († 1973)
- 1913 - Mou Zuoyun, cestista, allenatore di pallacanestro e dirigente sportivo cinese († 2007)
- 1914 - Walter Behrendt, politico tedesco († 1997)
- 1914 - Jack Cardiff, direttore della fotografia e regista inglese († 2009)
- 1914 - Viktor Vasil'evič Grišin, politico e sindacalista sovietico († 1992)
- 1914 - Leopoldo Marangoni, aviatore e militare italiano († 1941)
- 1914 - Léon Mart, calciatore lussemburghese († 1984)
- 1914 - Harry Townes, attore statunitense († 2001)
- 1915 - Eduardo Boza Masvidal, vescovo cattolico cubano († 2003)
- 1915 - Luis Carrasco, cestista cileno
- 1915 - Jilma Madera, scultrice e pittrice cubana († 2000)
- 1915 - Giuseppe Marozin, partigiano italiano († 1966)
- 1915 - Bob Nugent, cestista statunitense († 1995)
- 1916 - Giuseppe Amari, vescovo cattolico italiano († 2004)
- 1916 - Osvaldo Brandão, allenatore di calcio brasiliano († 1989)
- 1916 - Rossano Brazzi, attore e regista italiano († 1994)
- 1916 - Thomas Byberg, pattinatore di velocità su ghiaccio norvegese († 1998)
- 1916 - Herbert Pohl, calciatore tedesco († 2010)
- 1916 - Jacopo Rizza, giornalista italiano
- 1917 - József Asbóth, tennista ungherese († 1986)
- 1917 - Bob Cluggish, cestista statunitense († 2008)
- 1917 - June Foray, doppiatrice statunitense († 2017)
- 1917 - Francis Parker Yockey, filosofo statunitense († 1960)
- 1917 - Ferenc Pataki, ginnasta ungherese († 1988)
- 1917 - Antonio Stefanizzi, gesuita, fisico e conduttore radiofonico italiano († 2020)
- 1917 - Phil Taylor, calciatore e allenatore di calcio inglese († 2012)
- 1918 - Mieczysław Adamek, militare e aviatore polacco († 1944)
- 1918 - Judith Deutsch, nuotatrice austriaca († 2004)
- 1918 - Johnny Mantz, pilota automobilistico statunitense († 1972)
- 1918 - Clelia Matania, attrice italiana († 1981)
- 1918 - Viktor Vasil'evič Talalichin, militare e aviatore sovietico († 1941)
- 1918 - Henry Wittenberg, lottatore statunitense († 2010)
- 1918 - Mohamed Zulficar, schermidore egiziano
- 1919 - Ennio Bianchi, calciatore italiano († 2005)
- 1919 - Diana Lewis, attrice statunitense († 1997)
- 1919 - Pál Losonczi, politico ungherese († 2005)
- 1919 - Carmine Manzi, scrittore, giornalista e saggista italiano († 2012)
- 1919 - Joe Patanelli, cestista statunitense († 1998)
- 1919 - Marga Petersen, velocista tedesca († 2002)
- 1920 - Walter De Boni, calciatore italiano († 1999)
- 1920 - Ángel De Cicco, calciatore argentino
- 1920 - Pasquale Di Benedetto, militare e partigiano italiano († 1943)
- 1920 - Giovanni Galliani, calciatore italiano
- 1920 - Mauro Magni, giornalista e scrittore italiano († 2012)
- 1920 - Ottavio Morgia, calciatore e allenatore di calcio italiano († 1984)
- 1920 - José Surano, calciatore argentino
- 1920 - Jack Warden, attore statunitense († 2006)
- 1921 - Nils Hallberg, attore svedese († 2010)
- 1921 - Kamal Hasan Ali, generale e politico egiziano († 1993)
- 1921 - Nello Martellucci, politico italiano († 1997)
- 1921 - Agostino Pavan, politico e sindacalista italiano († 2012)
- 1921 - Guy Tréjan, attore francese († 2001)
- 1921 - Duilio Zotti, calciatore italiano
- 1921 - Maria Maddalena de Vecchi Ranieri, bibliotecaria e paleografa italiana († 2013)
- 1922 - Luciano Erba, poeta, critico letterario e traduttore italiano († 2010)
- 1922 - Luigi Faita, calciatore italiano
- 1922 - Grayson Hall, attrice statunitense († 1985)
- 1922 - Les Pugh, cestista statunitense († 1979)
- 1923 - Arturo Benvenuti, pittore, poeta e fotografo italiano († 2020)
- 1923 - Earl Gardner, cestista e allenatore di pallacanestro statunitense († 2005)
- 1923 - Al Quie, politico statunitense († 2023)
- 1923 - Red Rocha, cestista e allenatore di pallacanestro statunitense († 2010)
- 1923 - Xavier Valls, pittore spagnolo († 2006)
- 1923 - Anna di Borbone-Parma, principessa francese († 2016)
- 1924 - Monte Kay, produttore discografico e produttore televisivo statunitense († 1988)
- 1924 - Bill Kotsores, cestista statunitense († 1971)
- 1924 - Michele Lettieri, ingegnere italiano († 2016)
- 1924 - Eloisa Mafalda, attrice brasiliana († 2018)
- 1924 - Alf Noble, calciatore inglese († 1999)
- 1924 - J.D. Tippit, poliziotto statunitense († 1963)
- 1924 - Wolfhart Westendorf, egittologo tedesco († 2018)
- 1925 - Michele Coiro, magistrato italiano († 1997)
- 1925 - Jacques Moujica, ciclista su strada francese († 1950)
- 1925 - Felice Orlandi, attore statunitense († 2003)
- 1925 - Piero Palermini, attore italiano († 1996)
- 1925 - Luigi Pintor, giornalista, scrittore e politico italiano († 2003)
- 1926 - Franco Archibugi, economista e urbanista italiano († 2020)
- 1926 - Renato Borrelli, politico italiano († 2019)
- 1926 - James Cooley, matematico statunitense († 2016)
- 1926 - Jean Deschazeaux, pilota di rally marocchino († 2012)
- 1926 - Abel Goumba, politico centrafricano († 2009)
- 1926 - Bud Greenspan, produttore cinematografico, regista e sceneggiatore statunitense († 2010)
- 1926 - Joe Kubert, fumettista e insegnante statunitense († 2012)
- 1926 - Enrico Maria Salerno, attore, doppiatore e regista italiano († 1994)
- 1926 - Roy Warhurst, calciatore inglese († 2014)
- 1927 - Gerlando Alberti, mafioso italiano († 2012)
- 1927 - Maurizio Calvesi, saggista, storico dell'arte e funzionario italiano († 2020)
- 1927 - Hugo Dollheiser, hockeista su prato tedesco († 2017)
- 1927 - Phyllis Kirk, attrice e attivista statunitense († 2006)
- 1927 - Ettore Loizzo, ingegnere elettrotecnico italiano († 2011)
- 1927 - Norberto Proietti, pittore e scultore italiano († 2009)
- 1927 - Carlo Santagata, partigiano italiano († 1943)
- 1928 - Nag Arnoldi, scultore, pittore e insegnante svizzero († 2017)
- 1928 - Franco Franchi, attore, comico e cantante italiano († 1992)
- 1928 - Paola Mori, attrice italiana († 1986)
- 1928 - Giorgio Visconti, calciatore e allenatore di calcio italiano († 2010)
- 1929 - Antonio Alberti, politico italiano († 2000)
- 1929 - Rodolfo Bonetto, designer e batterista italiano († 1991)
- 1929 - Alla Hors'ka, pittrice sovietica († 1970)
- 1929 - Roberto Malquori, artista italiano († 2025)
- 1929 - Jack Mullaney, attore statunitense († 1982)
- 1929 - Leonardo Pandolfo, medico e politico italiano († 2006)
- 1929 - Elizabeth Spriggs, attrice britannica († 2008)
- 1929 - Talus Taylor, insegnante e scrittore statunitense († 2015)
- 1930 - Ignazio Mosé I Daoud, cardinale e patriarca cattolico siriano († 2012)
- 1930 - Pertti Mutru, cestista finlandese († 1964)
- 1930 - John Tolos, wrestler statunitense († 2009)
- 1931 - Julio Grondona, dirigente sportivo argentino († 2014)
- 1932 - Franco Ambrosio, imprenditore italiano († 2009)
- 1932 - Luis Ayala, tennista cileno († 2024)
- 1932 - Aldo Maria Brachetti Peretti, dirigente d'azienda e imprenditore italiano
- 1932 - Franco Di Giacomo, direttore della fotografia italiano († 2016)
- 1932 - Henri Meschonnic, poeta francese († 2009)
- 1932 - Hisashi Owada, giurista e diplomatico giapponese
- 1932 - Nikolaj Nikolaevič Rukavišnikov, cosmonauta e fisico sovietico († 2002)
- 1932 - Enrico Santoro, politico e avvocato italiano
- 1933 - Bob Bennett, politico statunitense († 2016)
- 1933 - Robert Blake, attore statunitense († 2023)
- 1933 - Scotty Bowman, allenatore di hockey su ghiaccio canadese
- 1933 - Giuseppe Campolieti, scrittore, giornalista e biografo italiano († 2017)
- 1933 - Leonid Michajlovič Charitonov, basso-baritono e militare sovietico († 2017)
- 1933 - Giorgio Renato Franci, indologo, filosofo e linguista italiano († 2012)
- 1933 - Valentina Leonidovna Ponomarëva, cosmonauta e ingegnera russa († 2023)
- 1933 - Christopher Ricks, critico letterario e saggista britannico
- 1933 - Jimmie Rodgers, cantante statunitense († 2021)
- 1933 - Michail Semënov, cestista sovietico († 2006)
- 1933 - Donald Shea, attore e stuntman statunitense († 1969)
- 1933 - Julio César Strassera, avvocato e giurista argentino († 2015)
- 1933 - Hiroshi Suzuki, ex nuotatore giapponese
- 1933 - Fred Willard, attore e umorista statunitense († 2020)
- 1934 - Ángel Aranda, attore spagnolo († 2024)
- 1934 - Vittorio De Luca, scrittore, saggista e autore televisivo italiano
- 1934 - Luciano Falsiroli, ex calciatore, giornalista e scrittore italiano
- 1934 - Eddie Jones, attore statunitense († 2019)
- 1934 - Richard Kluger, scrittore e giornalista statunitense
- 1934 - Domenico Ricci, carabiniere italiano († 1978)
- 1935 - Renzo Eligio Filippi, politico italiano († 2001)
- 1935 - Dimitri, circense, mimo e attore teatrale svizzero († 2016)
- 1935 - John Spencer, giocatore di snooker inglese († 2006)
- 1935 - Raymond Vautherin, linguista, poeta e drammaturgo italiano († 2018)
- 1935 - Friedrich Walz, cestista e allenatore di pallacanestro austriaco († 2006)
- 1936 - Román Arámbula, fumettista, illustratore e animatore messicano († 2020)
- 1936 - Giovanni Filocamo, politico italiano
- 1936 - Ruth Hesse, mezzosoprano tedesco († 2024)
- 1936 - Francesco Paolo Schena, arbitro di calcio italiano († 2014)
- 1937 - Frank Griswold, vescovo anglicano statunitense († 2023)
- 1937 - Mario Invernizzi, ex calciatore italiano
- 1937 - Maurizio Lama, pianista e compositore italiano († 1968)
- 1937 - George Martin, attore e sceneggiatore spagnolo († 2021)
- 1937 - Richard Tylinski, ex calciatore francese
- 1938 - Frans de Haan, cestista olandese († 2022)
- 1938 - Arcángel López, calciatore argentino († 2021)
- 1938 - Adriano Mariuz, storico dell'arte italiano († 2003)
- 1938 - Maria Agostina Pellegatta, politica italiana
- 1938 - Billy Robinson, wrestler britannico († 2014)
- 1938 - Italo Tomassoni, critico d'arte, saggista e museologo italiano
- 1939 - Michela Buscemi, attivista italiana
- 1939 - Gert Dörfel, ex calciatore tedesco
- 1939 - Ken Hale, allenatore di calcio e calciatore inglese († 2015)
- 1939 - Jorge Sampaio, politico portoghese († 2021)
- 1939 - Kinuko Tanida, pallavolista giapponese († 2020)
- 1940 - Frankie Avalon, cantante e attore statunitense
- 1940 - Abbas El Fassi, politico e diplomatico marocchino
- 1940 - Nannerl O. Keohane, filosofa, docente e politologa statunitense
- 1940 - Pino van Lamsweerde, regista e animatore italiano († 2020)
- 1941 - Gerry Bamman, attore statunitense
- 1941 - Massimo Bucchi, disegnatore e vignettista italiano
- 1941 - Antonio Mastri, politico italiano
- 1941 - Priscilla Mitchell, cantante statunitense († 2014)
- 1941 - Bobby Tambling, ex calciatore e allenatore di calcio britannico
- 1941 - Cristiano Toraldo di Francia, architetto italiano († 2019)
- 1941 - Giuseppe Venetucci, regista teatrale e regista radiofonico italiano
- 1942 - Massimo Baldini, politico italiano
- 1942 - Armando Bottin, attore italiano († 1989)
- 1942 - Vergie Derman, ballerina sudafricana
- 1942 - Gabriella Ferri, cantautrice, cabarettista e attrice italiana († 2004)
- 1942 - Ernestine Jackson, attrice e cantante statunitense
- 1942 - Salvatore Natoli, filosofo italiano
- 1942 - Raffaele Romanelli, storico italiano
- 1942 - Marco Rota, fumettista italiano
- 1942 - Pavel Sadyrin, allenatore di calcio e calciatore sovietico († 2001)
- 1942 - Wolfgang Schäuble, politico tedesco († 2023)
- 1942 - Alex Stepney, ex calciatore inglese
- 1943 - David Miller, velista canadese
- 1943 - Rocío Jurado, cantante e attrice spagnola († 2006)
- 1943 - Piero Lenzi, allenatore di calcio e ex calciatore italiano
- 1944 - Veronica Carlson, attrice britannica († 2022)
- 1944 - Zeffiro Ciuffoletti, storico e blogger italiano
- 1944 - Dick Crealy, ex tennista australiano
- 1944 - Michael Franks, cantautore e musicista statunitense
- 1944 - Tsuyoshi Kunieda, ex calciatore giapponese
- 1944 - Giancarlo Morresi, pentatleta italiano († 2019)
- 1944 - Luis María Más, ex calciatore argentino
- 1944 - Ivan Theimer, scultore, pittore e incisore ceco
- 1944 - Nico Tirone, cantante italiano († 2012)
- 1944 - Charles Veach, astronauta e ufficiale statunitense († 1995)
- 1944 - Itzhak Vissoker, ex calciatore israeliano
- 1945 - Roberto Bauce, pilota di rally italiano († 2022)
- 1945 - Bernard Howard Lavenda, fisico statunitense
- 1945 - Roger Kindt, ciclista su strada belga († 1992)
- 1945 - John McAfee, programmatore britannico († 2021)
- 1945 - Billy McKeag, ex calciatore nordirlandese
- 1945 - Ottorino Sartor, calciatore peruviano († 2021)
- 1946 - Fritz André, ex calciatore haitiano
- 1946 - Nicholas Clay, attore britannico († 2000)
- 1946 - Kelvin Coe, danzatore australiano († 1992)
- 1946 - Billy Drago, attore e conduttore radiofonico statunitense († 2019)
- 1946 - Joel Camargo, calciatore brasiliano († 2014)
- 1946 - Akira Kamiya, doppiatore e attore giapponese
- 1946 - Hans Kollhoff, architetto tedesco
- 1946 - Gerard Lettoli, ex ciclista su strada sammarinese
- 1946 - Hugo Lóndero, ex calciatore argentino
- 1946 - Jimmy O'Rourke, calciatore e allenatore di calcio scozzese († 2022)
- 1946 - Struan Rodger, attore britannico
- 1946 - Gailard Sartain, attore statunitense († 2025)
- 1946 - Alain Schnapp, archeologo francese
- 1946 - Mark Steedman, linguista britannico
- 1946 - Vince Tempera, tastierista e arrangiatore italiano
- 1947 - Roberto Ciccotelli, ex calciatore italiano
- 1947 - Guy François, calciatore haitiano († 2019)
- 1947 - Drew Gilpin Faust, storica statunitense
- 1947 - Gian Carlo Minardi, imprenditore italiano
- 1947 - Jaime Portillo, ex calciatore salvadoregno
- 1947 - Paolo Romani, politico, imprenditore e dirigente d'azienda italiano
- 1948 - Franco Bernabè, banchiere, dirigente d'azienda e dirigente pubblico italiano
- 1948 - Domenico Gennaro, attore italiano
- 1948 - Geir Karlsen, calciatore norvegese († 2024)
- 1948 - Simon Mawer, scrittore e insegnante britannico († 2025)
- 1949 - Giuliano Ceccoli, ex tiratore a segno sammarinese
- 1949 - Andrea Ciullo, drammaturgo, compositore e artista italiano
- 1949 - Beth Grant, attrice statunitense
- 1949 - Paul F. van der Heijden, docente olandese
- 1949 - Gennadij Komnatov, ciclista su strada sovietico († 1979)
- 1949 - Kerry Livgren, chitarrista, cantante e compositore statunitense
- 1949 - Jim McCrery, politico statunitense
- 1949 - Warren Mosler, imprenditore e economista statunitense
- 1949 - Mo Mowlam, politica britannica († 2005)
- 1949 - Oliver Ross, ex giocatore di football americano statunitense
- 1949 - Peter Shilton, ex calciatore e allenatore di calcio inglese
- 1949 - William Stout, illustratore e scenografo statunitense
- 1950 - Shabana Azmi, attrice indiana
- 1950 - Phil Bayton, ex ciclista su strada e pistard britannico
- 1950 - Giuseppe Ceccato, politico italiano
- 1950 - Giuseppe Dalla Santa, fumettista italiano († 2011)
- 1950 - Anna Deavere Smith, attrice statunitense
- 1950 - María-Isabel Fernández, ex tennista colombiana
- 1950 - Hideyuki Hirayama, regista giapponese
- 1950 - Reggie Royals, cestista statunitense († 2009)
- 1950 - Darryl Sittler, ex hockeista su ghiaccio canadese
- 1950 - Carl Verbraeken, compositore belga
- 1950 - José Geraldo de Castro, ex cestista brasiliano
- 1951 - Vito Bardi, politico italiano
- 1951 - Gigliola Braga, biologa e scrittrice italiana
- 1951 - Ben Carson, medico, chirurgo e politico statunitense
- 1951 - Christian Lépine, arcivescovo cattolico canadese
- 1951 - Gordon Nisbet, allenatore di calcio e ex calciatore inglese
- 1951 - Dee Dee Ramone, musicista, rapper e cantautore statunitense († 2002)
- 1951 - Steve Riddick, ex velocista statunitense
- 1951 - Darryl Stingley, giocatore di football americano statunitense († 2007)
- 1951 - Marc Surer, pilota di Formula 1 e conduttore televisivo svizzero
- 1951 - John Tierney, politico statunitense
- 1952 - Marida Bolognesi, politica italiana
- 1952 - Ton Buunk, ex pallanuotista olandese
- 1952 - Shirley Cothran, modella statunitense
- 1952 - Monika Debertshäuser, ex fondista tedesca
- 1952 - Robin Drysdale, ex tennista britannico
- 1952 - Nikola Jovanović, ex calciatore jugoslavo
- 1952 - Marcus Leatherdale, fotografo canadese († 2022)
- 1952 - Rick Pitino, allenatore di pallacanestro, dirigente sportivo e ex cestista statunitense
- 1952 - Alfio Righetti, ex pugile e pallamanista italiano
- 1952 - Kent Ruhnke, allenatore di hockey su ghiaccio e ex hockeista su ghiaccio canadese
- 1952 - Aleksandr Zamolodčikov, fisico russo
- 1953 - Gildo De Stefano, sociologo, giornalista e critico musicale italiano
- 1953 - Celso Freitas, giornalista e conduttore televisivo brasiliano
- 1953 - Marco Fumagalli, politico italiano
- 1953 - Gianfranco Gagliardi, politico italiano
- 1953 - Enzo Giancarli, politico italiano
- 1953 - Anna Levine, attrice statunitense
- 1953 - Toyohito Mochizuki, ex calciatore giapponese
- 1953 - Antonio Petrocelli, attore, cabarettista e scrittore italiano
- 1953 - Paul Portelli, ex calciatore maltese
- 1953 - Enza Rossano, giocatrice di bridge italiana
- 1954 - Takao Doi, ingegnere e astronauta giapponese
- 1954 - Einar Már Guðmundsson, scrittore islandese
- 1954 - Yaşar Güler, generale e politico turco
- 1954 - Dennis Johnson, cestista e allenatore di pallacanestro statunitense († 2007)
- 1954 - Mohamed Kedir, ex mezzofondista etiope
- 1954 - Jovino Santos Neto, pianista brasiliano
- 1954 - Tor Nilsen, ex calciatore norvegese
- 1954 - Norodom Narindrapong, principe cambogiano († 2003)
- 1954 - Steven Pinker, psicologo e linguista canadese
- 1954 - Tommy Tuberville, politico e allenatore di football americano statunitense
- 1954 - William Van Poyck, criminale statunitense († 2013)
- 1955 - Bruno Bruni, ex altista italiano
- 1955 - Sid Griffin, cantautore, musicista e scrittore statunitense
- 1955 - Keith Morris, cantante statunitense
- 1955 - Darwin Pastorin, giornalista italiano
- 1955 - Billy Sims, giocatore di football americano statunitense
- 1955 - Slavčo Červenkov, ex lottatore bulgaro
- 1956 - José Doreste, ex velista spagnolo
- 1956 - Dilip Gurumurthy, ex cestista indiano
- 1956 - Chris Hedges, giornalista e scrittore statunitense
- 1956 - Michel van de Korput, ex calciatore olandese
- 1956 - Odd Lirhus, biatleta norvegese
- 1956 - Viktor Aleksandrovič Ljapkalo, pittore russo
- 1956 - Tim McInnerny, attore britannico
- 1956 - Giorgio Redeghieri, ex calciatore italiano
- 1956 - Sergej Šelpakov, ex ciclista su strada russo
- 1956 - Peter Šťastný, ex hockeista su ghiaccio e politico cecoslovacco
- 1957 - Angelo Beltempo, hockeista su pista e allenatore di hockey su pista italiano († 2017)
- 1957 - Nikolaj Marinčevski, schermidore bulgaro († 2023)
- 1957 - Lia van Reemst, ex cestista olandese
- 1957 - Emily Remler, chitarrista statunitense († 1990)
- 1957 - Fabio Scoccimarro, politico italiano
- 1957 - Enrico Vella, dirigente sportivo, allenatore di calcio e ex calciatore italiano
- 1957 - Mark Wells, hockeista su ghiaccio statunitense († 2024)
- 1958 - John Aldridge, allenatore di calcio e ex calciatore inglese
- 1958 - Jeff Bostic, ex giocatore di football americano statunitense
- 1958 - Angelo Cupini, calciatore e allenatore di calcio italiano († 2017)
- 1958 - Siobhan Davies, ex ballerina, coreografa e direttrice artistica britannica
- 1958 - Hans Leo í Bartalsstovu, ex calciatore faroese
- 1958 - Sebastiano Lo Monaco, attore, produttore teatrale e drammaturgo italiano († 2023)
- 1958 - Mario Lucini, politico italiano
- 1958 - Emilio Pellegrino, ex arbitro di calcio italiano
- 1958 - Erasmo Petringa, musicista, polistrumentista e arrangiatore italiano
- 1958 - Rachid Taha, cantante e compositore algerino († 2018)
- 1959 - Ian Arkwright, ex calciatore inglese
- 1959 - Boris Bakal, saggista, regista e attore croato
- 1959 - Chip Banks, ex giocatore di football americano statunitense
- 1959 - Marco Biraghi, storico dell'architettura italiano
- 1959 - Ian Bridge, allenatore di calcio e ex calciatore canadese
- 1959 - Sergio Messina, musicista, produttore discografico e autore televisivo italiano
- 1959 - Mark Romanek, regista, sceneggiatore e produttore cinematografico statunitense
- 1959 - Ryne Sandberg, giocatore di baseball e allenatore di baseball statunitense († 2025)
- 1959 - Mark Vander Poel, ex giocatore di football americano statunitense
- 1959 - Gilles Veissière, ex arbitro di calcio francese
- 1959 - Terence Westley, allenatore di calcio inglese
- 1959 - Wu Shude, ex sollevatore cinese
- 1960 - Joshua Angrist, economista statunitense
- 1960 - Daniel Boccar, allenatore di calcio belga
- 1960 - Ernesto Damiani, informatico italiano
- 1960 - Stephen Flaherty, compositore statunitense
- 1960 - Nils Petter Molvær, musicista e compositore norvegese
- 1960 - Luciano Antonio Portolano, generale italiano
- 1960 - Karim Rashid, designer egiziano
- 1960 - Joe Stump, chitarrista statunitense
- 1960 - Elena Valenciano, politica spagnola
- 1960 - Olivier de Germay, arcivescovo cattolico francese
- 1961 - Andrew Airlie, attore britannico
- 1961 - Chiara Fiume, ex sciatrice alpina italiana
- 1961 - Maurizio Fiume, regista e sceneggiatore italiano
- 1961 - James Gandolfini, attore e produttore televisivo statunitense († 2013)
- 1961 - Carlos Guirland, ex calciatore paraguaiano
- 1961 - Ahmed Hamada, ex ostacolista bahreinita
- 1961 - Joseph Kony, guerrigliero e militare ugandese
- 1961 - Mark Olson, musicista e cantautore statunitense
- 1961 - Urbano Barberini, attore italiano
- 1961 - Lori e George Schappell, cantante statunitense († 2024)
- 1961 - Iñigo Urkullu, politico spagnolo
- 1961 - Bernard Werber, scrittore e giornalista francese
- 1962 - Donato Bergamini, calciatore italiano († 1989)
- 1962 - Joanne Catherall, cantante britannica
- 1962 - Tony Harnell, cantante statunitense
- 1962 - Li Yongbo, ex giocatore di badminton cinese
- 1962 - Manuel Sousa, ex cestista e allenatore di pallacanestro angolano
- 1962 - Euro Tarsilli, carabiniere italiano († 1982)
- 1963 - John Fashanu, ex calciatore inglese
- 1963 - Luc Genolet, ex sciatore alpino svizzero
- 1963 - Giuseppe Giangrande, militare italiano
- 1963 - Christopher Heyerdahl, attore canadese
- 1963 - Fёdor Kasapu, ex sollevatore sovietico
- 1963 - Harold Keeling, ex cestista statunitense
- 1963 - Leonel Martínez, tiratore a segno venezuelano
- 1963 - Heiko Peschke, ex calciatore tedesco orientale
- 1963 - Dan Povenmire, regista, attore e doppiatore statunitense
- 1963 - John Powell, compositore britannico
- 1963 - Gary Russell, attore, regista e sceneggiatore britannico
- 1963 - Alexander Schowtka, ex nuotatore tedesco
- 1963 - Olaf Sporns, biochimico tedesco
- 1963 - Nina Todorova, ex cestista bulgara
- 1964 - Darren Chiacchia, cavaliere statunitense
- 1964 - Curt Hansen, scacchista danese
- 1964 - Marco Masini, cantautore e pianista italiano
- 1964 - Stefano Palmieri, politico sammarinese
- 1964 - Steffen Peters, cavaliere statunitense
- 1964 - Holly Robinson Peete, attrice, cantante e attivista statunitense
- 1964 - Roberto Ruini, politico italiano
- 1964 - Mauro Antonio Santaromita, ex ciclista su strada italiano
- 1965 - Oscar Adriani, fisico italiano
- 1965 - Julián Miralles, pilota motociclistico spagnolo
- 1965 - Riccardo Monguzzi, allenatore di calcio e ex calciatore italiano
- 1965 - Riccardo Morandotti, ex cestista italiano
- 1965 - Alva Noto, artista e compositore tedesco
- 1965 - Manuele Petrachi, allenatore di pallacanestro italiano
- 1966 - Isabelle Demongeot, ex tennista francese
- 1966 - Gabino Diego, attore e sceneggiatore spagnolo
- 1966 - Tomas Fryk, attore svedese
- 1966 - Richard Grenell, ambasciatore e politico statunitense
- 1966 - Luciano Gubinelli, attore italiano († 2014)
- 1966 - Peter Hedman, ex calciatore svedese
- 1966 - Li Yan, ex pattinatrice cinese
- 1966 - Leonel Rocco, allenatore di calcio e ex calciatore uruguaiano
- 1967 - Gary Anderson, ex pistard neozelandese
- 1967 - Luca Bottura, giornalista, scrittore e conduttore radiofonico italiano
- 1967 - Tara Fitzgerald, attrice britannica
- 1967 - Masami Ihara, allenatore di calcio e ex calciatore giapponese
- 1967 - Manuel Karasek, scrittore e giornalista tedesco
- 1967 - João Magueijo, cosmologo portoghese
- 1967 - Antonella Orefice, storica e saggista italiana
- 1967 - Felice Puttini, ex ciclista su strada e dirigente sportivo svizzero
- 1967 - Roberto Rosetti, ex arbitro di calcio italiano
- 1967 - Arievaldo Viana, poeta, conduttore radiofonico e illustratore brasiliano († 2020)
- 1968 - Ricardo Bango, ex calciatore spagnolo
- 1968 - Cristián Castañeda, ex calciatore cileno
- 1968 - Francesco De Nisi, politico italiano
- 1968 - Ron Ellis, ex cestista statunitense
- 1968 - Cappadonna, rapper statunitense
- 1968 - Ulrike Holzner, ex bobbista tedesca
- 1968 - Kang Chol-hwan, attivista nordcoreano
- 1968 - Toni Kukoč, ex cestista jugoslavo
- 1968 - Giorgio Serafini Prosperi, drammaturgo, regista teatrale e attore teatrale italiano
- 1968 - Kim Thúy, scrittrice canadese
- 1968 - Chloe Vevrier, ex attrice pornografica tedesca
- 1969 - Brad Beven, ex triatleta australiano
- 1969 - Nezha Bidouane, ex ostacolista marocchina
- 1969 - Gianluca Fusilli, politico italiano
- 1969 - Herbert Gager, allenatore di calcio, ex calciatore e ex giocatore di calcio a 5 austriaco
- 1969 - Stéphane Lannoy, arbitro di calcio francese
- 1969 - Margherita Angela Mastromauro, politica italiana
- 1969 - Luigi Nicola Riserbato, politico italiano
- 1969 - Muharrem Süleymanoğlu, sollevatore turco
- 1969 - Bachva Tedeev, ex calciatore sovietico
- 1969 - Doug Thomas, giocatore di football americano statunitense († 2014)
- 1969 - Alessandro Vanoli, storico e scrittore italiano
- 1970 - Alejandro Agag, imprenditore e politico spagnolo
- 1970 - Vinny Arkins, ex calciatore irlandese
- 1970 - Svetlana Černousova, ex biatleta russa
- 1970 - Stephan Keller, politico tedesco
- 1970 - Paul Lindholm, ex calciatore finlandese
- 1970 - Michela Rocco di Torrepadula, conduttrice televisiva, attrice e ex modella italiana
- 1970 - Didier Rous, dirigente sportivo e ex ciclista su strada francese
- 1970 - Aisha Tyler, attrice e scrittrice statunitense
- 1971 - Filip Apelstav, ex calciatore svedese
- 1971 - Lance Armstrong, ex ciclista su strada, mountain biker e ex triatleta statunitense
- 1971 - Cristian Cocco, personaggio televisivo, comico e attore italiano
- 1971 - Daniele Delli Carri, dirigente sportivo e ex calciatore italiano
- 1971 - Christophe Lattaignant, canottiere francese
- 1971 - Greg Minor, ex cestista e allenatore di pallacanestro statunitense
- 1971 - Anna Jur'evna Netrebko, soprano russo
- 1971 - Jada Pinkett Smith, attrice, cantante e imprenditrice statunitense
- 1971 - Giovanni Pradella, organaro italiano
- 1971 - Silvio Rapela, ex giocatore di calcio a 5 uruguaiano
- 1971 - Volodymyr Šaran, allenatore di calcio e ex calciatore sovietico
- 1971 - Pasquale Sensibile, dirigente sportivo e ex calciatore italiano
- 1971 - Juan José Valencia, ex calciatore spagnolo
- 1972 - Eric Chase Anderson, scrittore, illustratore e designer statunitense
- 1972 - Brigitte Becue, ex nuotatrice belga
- 1972 - Jean-Michel Capoue, ex calciatore francese
- 1972 - Julia Cencig, attrice austriaca
- 1972 - Leatitia Dalloz, ex sciatrice alpina francese
- 1972 - David Jefferies, pilota motociclistico britannico († 2003)
- 1972 - Michael Landes, attore statunitense
- 1972 - Vincenzo Marra, regista e sceneggiatore italiano
- 1972 - Éric Rabésandratana, allenatore di calcio e ex calciatore francese
- 1972 - Tamás Szekeres, ex calciatore ungherese
- 1972 - Jirō Takeda, ex calciatore giapponese
- 1972 - André Willms, ex canottiere tedesco
- 1973 - Laurent Foirest, ex cestista e allenatore di pallacanestro francese
- 1973 - Dario Frigo, ex ciclista su strada italiano
- 1973 - Olena Hovorova, ex triplista ucraina
- 1973 - Jardel, ex calciatore brasiliano
- 1973 - Aitor Karanka, allenatore di calcio e ex calciatore spagnolo
- 1973 - Jamie Lidell, musicista e cantante britannico
- 1973 - James Marsden, attore statunitense
- 1973 - Limberg Méndez, ex calciatore boliviano
- 1973 - Dolors Montserrat, avvocato e politica spagnola
- 1973 - Neus Sanz, attrice spagnola
- 1973 - Louise Sauvage, ex atleta paralimpica australiana
- 1973 - Mark Shuttleworth, imprenditore sudafricano
- 1973 - Alessio Zucchini, giornalista, conduttore televisivo e blogger italiano
- 1973 - Ami Ōnuki, cantante giapponese
- 1974 - Caio Eduardo de Mello Cazziolato, ex cestista brasiliano
- 1974 - Maurizio Campari, politico italiano
- 1974 - Sol Campbell, allenatore di calcio e ex calciatore inglese
- 1974 - Phil Groeneveld, ex hockeista su ghiaccio canadese
- 1974 - Xzibit, rapper, attore e personaggio televisivo statunitense
- 1974 - Larissa Nevierov, ex velista italiana
- 1974 - Ticha Penicheiro, ex cestista portoghese
- 1974 - Mirco Poloni, dirigente sportivo, allenatore di calcio e ex calciatore italiano
- 1974 - Patrizia Ritondo, ex mezzofondista e ex maratoneta italiana
- 1974 - Tiga, disc jockey e musicista canadese
- 1974 - Segun Toriola, tennistavolista nigeriano
- 1975 - Richard Appleby, ex calciatore inglese
- 1975 - Megan Compain, ex cestista neozelandese
- 1975 - Igor Demo, allenatore di calcio e ex calciatore slovacco
- 1975 - Akihiro Endō, ex calciatore giapponese
- 1975 - Jason Gardener, ex velocista britannico
- 1975 - Carlos Armando Gruezo Quiñónez, ex calciatore ecuadoriano
- 1975 - Jorge Gutiérrez, ex pugile cubano
- 1975 - Johan Hansen, ex calciatore faroese
- 1975 - Antonio Iannone, politico italiano
- 1975 - Kanstancin Lukašyk, ex tiratore a segno bielorusso
- 1975 - Murriel Page, ex cestista e allenatrice di pallacanestro statunitense
- 1975 - Krisztina Pigniczki, ex pallamanista ungherese
- 1975 - Fabrice Reuperné, ex calciatore francese
- 1975 - Jason Sudeikis, attore, comico e sceneggiatore statunitense
- 1975 - 2Baba, cantante nigeriano
- 1975 - Yūssef al-Shāhed, politico e ingegnere tunisino
- 1976 - Dario Baldi, regista e sceneggiatore italiano
- 1976 - Lucia Borgonzoni, politica italiana
- 1976 - Angie Braziel, ex cestista e allenatrice di pallacanestro statunitense
- 1976 - Sophina Brown, attrice statunitense
- 1976 - Kiki Daire, attrice pornografica statunitense
- 1976 - Carlos Domínguez Domínguez, ex calciatore spagnolo
- 1976 - Dana Fox, sceneggiatrice, produttrice cinematografica e attrice statunitense
- 1976 - Antonio Galardo, dirigente sportivo e ex calciatore italiano
- 1976 - Gabriel Gervais, dirigente sportivo, imprenditore e ex calciatore canadese
- 1976 - Sabine Hossenfelder, divulgatrice scientifica e fisica tedesca
- 1976 - Stephen Hughes, ex calciatore inglese
- 1976 - Paul Komboi, ex calciatore papuano
- 1976 - Denis Ménochet, attore francese
- 1976 - Grzegorz Piechna, ex calciatore polacco
- 1976 - Ronaldo, dirigente sportivo e ex calciatore brasiliano
- 1976 - Tomasz Stusiński, schermidore polacco
- 1976 - Steve Watkins, politico statunitense
- 1977 - Lucia Annibali, politica italiana
- 1977 - Francesca Civerchia, politica sammarinese
- 1977 - Érik Friess, schermidore francese
- 1977 - Sara Haines, conduttrice televisiva e giornalista statunitense
- 1977 - Andreas Huber, ex hockeista su ghiaccio e hockeista in-line italiano
- 1977 - Li Tie, allenatore di calcio e ex calciatore cinese
- 1977 - Commins Menapi, calciatore e allenatore di calcio salomonese († 2017)
- 1977 - Matúš Vallo, politico slovacco
- 1977 - Kieran West, canottiere britannico
- 1978 - Lu Andrade, cantante e musicista brasiliana
- 1978 - Billy Eichner, comico, attore e doppiatore statunitense
- 1978 - Randy Fasani, ex giocatore di football americano statunitense
- 1978 - Duncan Jones, ex rugbista a 15 e allenatore di rugby a 15 gallese
- 1978 - Kendra Lust, attrice pornografica statunitense
- 1978 - Pilar López de Ayala, attrice cinematografica spagnola
- 1978 - Kaoru Mori, fumettista giapponese
- 1978 - Mxolisi Mthethwa, ex calciatore swati
- 1978 - Augustine Simo, allenatore di calcio e ex calciatore camerunese
- 1979 - Gonzalo Aemilius, presbitero e teologo uruguaiano
- 1979 - Daniel Aranzubía, ex calciatore spagnolo
- 1979 - Cristian Arrieta, ex calciatore statunitense
- 1979 - Bobo Chan, cantante, attrice e modella cinese
- 1979 - Rachad Chitou, ex calciatore beninese
- 1979 - Osama Daghles, ex cestista e allenatore di pallacanestro giordano
- 1979 - Dave Greszczyszyn, skeletonista canadese
- 1979 - High Contrast, disc jockey britannico
- 1979 - Jun'ichi Inamoto, ex calciatore giapponese
- 1979 - Sander Keller, ex calciatore olandese
- 1979 - Artur Kolodziejski, ex cestista polacco
- 1979 - Federico Leardini, giornalista italiano († 2018)
- 1979 - Alison Lohman, attrice statunitense
- 1979 - Serjão, ex giocatore di calcio a 5 brasiliano
- 1979 - John Piercy, ex calciatore inglese
- 1979 - Fariba Rahimi, modella norvegese
- 1979 - Alessandro Tomasi, politico italiano
- 1979 - Geoff Trappett, ex atleta paralimpico australiano
- 1979 - Simon Trpčeski, pianista macedone
- 1980 - Adeel Akhtar, attore britannico
- 1980 - Ahmed Al-Bahri, ex calciatore saudita
- 1980 - Ludovic Assemoassa, ex calciatore togolese
- 1980 - Stefan Buck, allenatore di calcio e ex calciatore tedesco
- 1980 - Bruno Candé, attore portoghese († 2020)
- 1980 - Ilan Araújo Dall'Igna, ex calciatore brasiliano
- 1980 - Stephen John Foster, ex calciatore inglese
- 1980 - Magdalena Grabowska, schermitrice polacca
- 1980 - Michal Hanek, calciatore slovacco
- 1980 - Carolin Hingst, astista tedesca
- 1980 - Jimmy Napes, cantautore, paroliere e produttore discografico britannico
- 1980 - Aleksandra Petrova, modella russa († 2000)
- 1980 - Julien Senderos, ex cestista svizzero
- 1980 - Julien Stéphan, allenatore di calcio e ex calciatore francese
- 1980 - Bernard Vajdič, ex sciatore alpino sloveno
- 1980 - Petri Virtanen, ex cestista e allenatore di pallacanestro finlandese
- 1980 - Charity Wakefield, attrice inglese
- 1980 - Mariem Zbidi, ex cestista tunisina
- 1981 - Lucy Aharish, conduttrice televisiva, giornalista e attrice israeliana
- 1981 - Lionel Bosco, ex cestista e allenatore di pallacanestro belga
- 1981 - Andrea Caracciolo, dirigente sportivo e ex calciatore italiano
- 1981 - Francisco José Castro Fernandes, ex calciatore portoghese
- 1981 - Mark Chisholm, ex rugbista a 15 australiano
- 1981 - Eva D'Amore, ex ginnasta italiana
- 1981 - Gavin Duffy, ex rugbista a 15 irlandese
- 1981 - Han Ye-seul, attrice e modella statunitense
- 1981 - Tanisha Harper, attrice, modella e conduttrice televisiva statunitense
- 1981 - Steve Hirschi, allenatore di hockey su ghiaccio e ex hockeista su ghiaccio svizzero
- 1981 - Roberto Infascelli, attore e conduttore radiofonico italiano
- 1981 - Kunie Kitamoto, allenatore di calcio e ex calciatore giapponese
- 1981 - Yayoi Kobayashi, ex calciatrice giapponese
- 1981 - Lasse Kukkonen, hockeista su ghiaccio finlandese
- 1981 - David Lafata, ex calciatore ceco
- 1981 - Ángelo Reyes, ex cestista portoricano
- 1981 - Ri Kum-dong, ex calciatore nordcoreano
- 1981 - Jessica Rodríguez, modella panamense
- 1981 - Teresa Rodríguez, politica e filologa spagnola
- 1981 - Tetsuo Takata, ex giocatore di football americano e allenatore di football americano giapponese
- 1981 - Jennifer Tisdale, attrice e modella statunitense
- 1981 - Kristaps Valters, ex cestista lettone
- 1981 - Nicole da Silva, attrice australiana
- 1982 - Laura Barriales, attrice, modella e showgirl spagnola
- 1982 - Agustín Cavalieri, ex rugbista a 15 argentino
- 1982 - José Devaca, ex calciatore paraguaiano
- 1982 - Arvydas Eitutavičius, ex cestista lituano
- 1982 - Sašo Ǵoreski, ex calciatore macedone
- 1982 - George Mourad, ex calciatore svedese
- 1982 - Adesoje Ojevole, allenatore di calcio e ex calciatore russo
- 1982 - Alfredo Talavera, ex calciatore messicano
- 1982 - T.J. Thompson, ex cestista statunitense
- 1982 - Stuart Wells, attore britannico
- 1983 - Andrew Boyens, ex calciatore neozelandese
- 1983 - Kristina Česnavičiūtė, ex cestista lituana
- 1983 - Christina Chong, attrice britannica
- 1983 - Yukihiro Doi, ex ciclista su strada giapponese
- 1983 - Kevin Doyle, ex calciatore irlandese
- 1983 - Giuseppe Falcomatà, politico italiano
- 1983 - Naomi Folkard, arciera britannica
- 1983 - Nicolae Josan, ex calciatore moldavo
- 1983 - Martin Kolář, calciatore ceco
- 1983 - Yūzō Kurihara, ex calciatore giapponese
- 1983 - Yolanda Paige, ex cestista statunitense
- 1983 - Elisa Palmieri, martellista italiana
- 1983 - Christin Priebst, pattinatrice di short track tedesca
- 1983 - Troy Roberts, ex calciatore statunitense
- 1983 - Giulio Scandella, ex hockeista su ghiaccio canadese
- 1983 - Daisuke Takahashi, ex calciatore giapponese
- 1983 - Abel Trujillo, lottatore statunitense
- 1983 - Rasmus Würtz, ex calciatore danese
- 1983 - Sasha Son, cantante lituano
- 1984 - David Alerte, velocista francese
- 1984 - Roy Ameperosa, calciatore samoano americano
- 1984 - Nina Arianda, attrice statunitense
- 1984 - Tomasz Bandrowski, ex calciatore polacco
- 1984 - Doris Fuakuputu, ex calciatore della Repubblica Democratica del Congo
- 1984 - Dashon Goldson, giocatore di football americano statunitense
- 1984 - Anthony Gonzalez, politico e ex giocatore di football americano statunitense
- 1984 - Felice Herrig, artista marziale mista e kickboxer statunitense
- 1984 - Davor Landeka, ex calciatore bosniaco
- 1984 - Veikka Lehtonen, giocatore di football americano finlandese
- 1984 - Natalio Lorenzo, calciatore spagnolo
- 1984 - Christian Nadé, calciatore francese
- 1984 - Babs Olusanmokun, attore nigeriano
- 1984 - Travis Outlaw, ex cestista statunitense
- 1984 - Mathieu Perget, ex ciclista su strada francese
- 1984 - Dizzee Rascal, rapper britannico
- 1984 - Nick Schulman, giocatore di poker statunitense
- 1984 - Adrien Théaux, sciatore alpino francese
- 1984 - Michael Umeh, ex cestista statunitense
- 1984 - Rowin van Zaanen, ex calciatore olandese
- 1985 - Carlos Calvo, ex calciatore spagnolo
- 1985 - Fabio Massimo Castaldo, politico italiano
- 1985 - Angelo D'Angelo, ex calciatore italiano
- 1985 - Vicky Jewson, regista cinematografica e sceneggiatrice britannica
- 1985 - Hitomi Nakamichi, ex pallavolista giapponese
- 1985 - Braulio Nóbrega, ex calciatore spagnolo
- 1985 - Stojka Petrova, pugile bulgara
- 1985 - Nick Pugliese, giocatore di baseball statunitense
- 1985 - Chris Riggi, attore statunitense
- 1985 - Aleksej Vzdychalkin, cestista russo
- 1986 - Sultan Al Ghaferi, calciatore emiratino
- 1986 - Cammy Bell, ex calciatore scozzese
- 1986 - José Luis Chávez, calciatore boliviano
- 1986 - Jimmy Durano, attore pornografico brasiliano
- 1986 - Jovan Golić, allenatore di calcio e ex calciatore serbo
- 1986 - Keeley Hazell, modella e attrice inglese
- 1986 - Renaud Lavillenie, astista francese
- 1986 - Derek Mandell, mezzofondista
- 1986 - Tobias Mikkelsen, ex calciatore danese
- 1986 - Eric Vance, ex pallavolista statunitense
- 1986 - Jeremy Ware, ex giocatore di football americano statunitense
- 1987 - Aykut Akgün, ex calciatore turco
- 1987 - Richie Campbell, pallanuotista australiano
- 1987 - Marco Falaschi, pallavolista italiano
- 1987 - Manila Flamini, nuotatrice artistica italiana
- 1987 - Ludovic Genest, ex calciatore francese
- 1987 - Marwin Hitz, calciatore svizzero
- 1987 - Joe Ikhinmwin, ex cestista britannico
- 1987 - Yuzo Kanemaru, velocista giapponese
- 1987 - Jinkx Monsoon, cantautrice, attrice e comica statunitense
- 1987 - Yasuhito Morishima, ex calciatore giapponese
- 1987 - Carlos Darwin Quintero, calciatore colombiano
- 1987 - Albert Rudé, allenatore di calcio spagnolo
- 1987 - Ali Salama, calciatore libico
- 1987 - Luísa Sobral, cantante, musicista e compositrice portoghese
- 1987 - Marie Wada, ex pallavolista giapponese
- 1987 - Warren Whiteley, ex rugbista a 15 e allenatore di rugby a 15 sudafricano
- 1988 - James Bailey, ex calciatore inglese
- 1988 - Rodrigo Canosa, ex calciatore uruguaiano
- 1988 - Oscar Carniello, calciatore argentino
- 1988 - William Dutoit, calciatore francese
- 1988 - Diego Rafael Jiménez, calciatore messicano
- 1988 - Peter Kleščík, calciatore slovacco
- 1988 - Kenny Lawson, cestista statunitense
- 1988 - Li Xuepeng, calciatore cinese
- 1988 - Debora Mascanzoni, calciatrice italiana
- 1988 - Frédéric Mendy, calciatore francese
- 1988 - Joe Moody, rugbista a 15 neozelandese
- 1988 - Arizona Muse, modella statunitense
- 1988 - Annette Obrestad, giocatrice di poker norvegese
- 1988 - Yūichi Sugita, ex tennista giapponese
- 1989 - Tajay Ashmeade, ex cestista giamaicana
- 1989 - Sven Breidenbach, giocatore di football americano tedesco
- 1989 - Edoardo Ciabattini, pallavolista italiano
- 1989 - Chris Eubank Jr., pugile britannico
- 1989 - Cordy Glenn, giocatore di football americano statunitense
- 1989 - Serge Ibaka, cestista della Repubblica del Congo
- 1989 - Edwin Jackson, cestista francese
- 1989 - Elliot Käck, ex calciatore svedese
- 1989 - Mateusz Kostrzewski, cestista polacco
- 1989 - Oleksij Koval'čuk, giocatore di poker ucraino
- 1989 - Lee Joo-bin, attrice sudcoreana
- 1989 - Ashwini Ponnappa, giocatrice di badminton indiana
- 1989 - Gino Rea, pilota motociclistico britannico
- 1989 - Jane Ross, calciatrice scozzese
- 1989 - Terrance Williams, giocatore di football americano statunitense
- 1989 - Takuo Ōkubo, calciatore giapponese
- 1990 - Anice Badri, calciatore francese
- 1990 - Maxim Bouchard, tuffatore canadese
- 1990 - Ali Ghorbani, calciatore iraniano
- 1990 - Lewis Holtby, calciatore tedesco
- 1990 - Jayron Hosley, giocatore di football americano statunitense
- 1990 - Denis Jarcev, judoka russo
- 1990 - Fernando Llorente Mañas, calciatore spagnolo
- 1990 - Massimo Martino, allenatore di calcio e ex calciatore lussemburghese
- 1990 - Slobodan Miljanić, cestista montenegrino
- 1990 - Cristina Ouviña, cestista spagnola
- 1990 - Faty Papy, calciatore burundese († 2019)
- 1990 - Grégory Pastel, calciatore francese
- 1990 - Marco Pérez Murillo, calciatore colombiano
- 1990 - Gonzalo Rodríguez, calciatore argentino
- 1990 - Gökhan Şirin, cestista turco
- 1990 - Michael Smith, giocatore di freccette inglese
- 1991 - Scharllette Allen, modella nicaraguense
- 1991 - Justin Arboleda, calciatore colombiano
- 1991 - Cameron Ayers, ex cestista statunitense
- 1991 - Brandon Brown, cestista statunitense
- 1991 - Raúl Cáceres, calciatore paraguaiano
- 1991 - Hussein El-Sayed, calciatore egiziano
- 1991 - Lam Hin Wai, schermitrice hongkonghese
- 1991 - Bruno Hortelano, velocista spagnolo
- 1991 - Jeon Kwang-in, pallavolista sudcoreano
- 1991 - Franck Kom, calciatore camerunese
- 1991 - Kōstas Lamprou, calciatore greco
- 1991 - Jonathan Muia Ndiku, siepista e mezzofondista keniota
- 1991 - Reeves Nelson, ex cestista statunitense
- 1991 - Federico Tosi, pallavolista italiano
- 1991 - Noname, rapper, poetessa e produttrice discografica statunitense
- 1991 - Thijs ter Horst, pallavolista olandese
- 1992 - Nicușor Bancu, calciatore rumeno
- 1992 - Anthony Bardaro, hockeista su ghiaccio canadese
- 1992 - Giada Benazzi, giocatrice di beach volley e pallavolista italiana
- 1992 - Loris Brogno, calciatore belga
- 1992 - Giordana Duca, rugbista a 15 italiana
- 1992 - Brendan Hamill, calciatore australiano
- 1992 - Kendra Harrison, ostacolista statunitense
- 1992 - Yūta Itō, calciatore giapponese
- 1992 - Javier Justiz, ex cestista cubano
- 1992 - Kim Yong-gwang, calciatore nordcoreano
- 1992 - Marissa Lenti, doppiatrice statunitense
- 1992 - Joji, cantautore, produttore discografico e youtuber giapponese
- 1992 - Foued Mohamed-Aggad, terrorista francese († 2015)
- 1992 - Timothey N'Guessan, pallamanista francese
- 1992 - Troy Niklas, giocatore di football americano statunitense
- 1992 - Ulukmanapo, rapper kirghiso
- 1992 - Simon Thern, calciatore svedese
- 1992 - Shara Venegas, pallavolista portoricana
- 1992 - Akari Watanabe, pallavolista giapponese
- 1993 - Mariana Avitia, arciera messicana
- 1993 - Adrià Botella Moreno, giocatore di football americano spagnolo
- 1993 - Felipe Carvalho, calciatore uruguaiano
- 1993 - Arbër Çyrbja, calciatore albanese
- 1993 - Gabriel Appelt, calciatore brasiliano
- 1993 - Valentin Henry, calciatore francese
- 1993 - Kira Isabella, cantante canadese
- 1993 - Álex López, ex calciatore spagnolo
- 1993 - Sebastian Maier, calciatore tedesco
- 1993 - Manal, cantautrice marocchina
- 1993 - Arthur Mariano, ginnasta brasiliano
- 1993 - Filip Matczak, cestista polacco
- 1993 - Patrick Schwarzenegger, attore, imprenditore e modello statunitense
- 1993 - LeShaun Sims, giocatore di football americano statunitense
- 1993 - Charlie Taylor, calciatore inglese
- 1993 - Teddy Thomas, rugbista a 15 francese
- 1993 - Zozibini Tunzi, modella sudafricana
- 1994 - Nik'a Amashuk'eli, ex rugbista a 15 e arbitro di rugby a 15 georgiano
- 1994 - Domonic Bedggood, tuffatore australiano
- 1994 - Alina Cvilij, marciatrice ucraina
- 1994 - Hughie Fury, pugile britannico
- 1994 - Chrisann Gordon, velocista giamaicana
- 1994 - Eldred Henry, pesista e discobolo anglo-verginiano
- 1994 - Ka'dar Hollman, giocatore di football americano statunitense
- 1994 - Elica Jankova, lottatrice bulgara
- 1994 - Žan Karničnik, calciatore sloveno
- 1994 - Oleksandr Kukurba, aviatore e militare ucraino († 2022)
- 1994 - Gaia Moretto, pallavolista italiana
- 1994 - Olga Sáez Larra, tennista spagnola
- 1994 - Yeung Man Wai, altista hongkonghese
- 1994 - Dominick Zator, calciatore canadese
- 1995 - Daniel Ebenyo, mezzofondista keniota
- 1995 - Jake Gervase, giocatore di football americano statunitense
- 1995 - Aleksandr Golovin, lottatore russo
- 1995 - Freddy Góndola, calciatore panamense
- 1995 - Adoree' Jackson, giocatore di football americano statunitense
- 1995 - Mikita Kaplenka, calciatore bielorusso
- 1995 - Yuri Kisil, nuotatore canadese
- 1995 - Marion Lepert, velista statunitense
- 1995 - Leonardo Marini, cestista italiano
- 1995 - Carlos Mayo, mezzofondista spagnolo
- 1995 - Max Meyer, calciatore tedesco
- 1995 - Billy Nordström, calciatore svedese
- 1995 - Matías Rosa, giocatore di calcio a 5 argentino
- 1995 - Đoko Šalić, cestista serbo
- 1995 - Miljan Škrbić, calciatore serbo
- 1995 - Kendall Smith, cestista statunitense
- 1995 - Matt Targett, calciatore inglese
- 1996 - Ebrima Camara, velocista gambiano
- 1996 - Alfonso Celis Jr., ex pilota automobilistico messicano
- 1996 - Sean Clare, calciatore inglese
- 1996 - Kevin Dotson, giocatore di football americano statunitense
- 1996 - Troy Dye, giocatore di football americano statunitense
- 1996 - Vitalij Kabaloev, lottatore russo
- 1996 - Tidiane Keïta, calciatore francese
- 1996 - Denis Marandici, calciatore moldavo
- 1996 - Irene Prampolini, pentatleta italiana
- 1996 - Riccardo Rossato, cestista italiano
- 1996 - Serghei Svinarenco, calciatore moldavo
- 1996 - Julian Walsh, velocista giapponese
- 1997 - Karlan Grant, calciatore inglese
- 1997 - Carlotta Cartelli, calciatrice italiana
- 1997 - Steven Enoch, cestista statunitense
- 1997 - Carlos Gómez, calciatore peruviano
- 1997 - Viktor Hovland, golfista norvegese
- 1997 - Marco Manfredi, rugbista a 15 italiano
- 1997 - Chigozie Mbah, calciatore nigeriano
- 1997 - Franco Ramos Mingo, calciatore argentino
- 1997 - Agustín Verdugo, calciatore argentino
- 1997 - Vitó, calciatore portoghese
- 1998 - Harald Østberg Amundsen, fondista norvegese
- 1998 - Antoine Cyr, fondista canadese
- 1998 - Rina Fujisawa, goista giapponese
- 1998 - Omar Gaye, calciatore gambiano
- 1998 - Ethan Hayter, ciclista su strada e pistard britannico
- 1998 - Mohamed Abdallah Hussein, calciatore sudanese
- 1998 - Roope Korhonen, pilota di rally finlandese
- 1998 - Sami Lahssaini, calciatore belga
- 1998 - Christian Pulisic, calciatore statunitense
- 1998 - Bartosz Rudyk, pistard e ciclista su strada polacco
- 1998 - David Sesay, calciatore sierraleonese
- 1998 - Semir Smajlagić, calciatore bosniaco
- 1998 - Digna Strautmane, cestista lettone
- 1998 - Josh Uche, giocatore di football americano statunitense
- 1998 - Gianluigi Ugolini, velista italiano
- 1999 - Elena Bineva, ginnasta bulgara
- 1999 - Brayan Córdoba, calciatore colombiano
- 1999 - Melisa Döngel, attrice turca
- 1999 - Mohammed Waad, calciatore iracheno
- 1999 - Sylwester Lusiusz, calciatore polacco
- 1999 - Majak Mawith, calciatore keniota
- 1999 - Jherson Mosquera, calciatore colombiano
- 1999 - Lukeny Moço, cantante angolano
- 1999 - Thayer Munford, giocatore di football americano statunitense
- 1999 - Mārtiņš Sesks, pilota di rally lettone
- 1999 - Bent Viscaal, pilota automobilistico olandese
- 1999 - Zamir White, giocatore di football americano statunitense
- 2000 - Max Bird, calciatore inglese
- 2000 - Rivaldo Morais, calciatore portoghese
- 2000 - James Bouknight, cestista statunitense
- 2000 - Maxime Carabin, atleta paralimpico belga
- 2000 - Mikk Jurkatamm, cestista estone
- 2000 - Julen Lobete, calciatore spagnolo
- 2000 - Marius Mayrhofer, ciclista su strada tedesco
- 2000 - Omari Moore, cestista statunitense
- 2000 - Kevin Ortiz, calciatore argentino
- 2000 - Maximiliano Puig, calciatore argentino
- 2000 - Luis Francisco Sánchez Mosquera, calciatore colombiano
- 2000 - Liam Slock, ciclista su strada belga
- 2000 - Filip Souček, calciatore ceco
- 2000 - Alex Warren, cantante e youtuber statunitense

## XXI secolo(27)
- 2001 - Emiliano Gómez, calciatore uruguaiano
- 2001 - Wendell Moore, cestista statunitense
- 2001 - Abdulla Hamad, calciatore emiratino
- 2001 - Asia Tavernini, altista italiana
- 2001 - Christopher Wooh, calciatore camerunese
- 2002 - Hugo Bueno, calciatore spagnolo
- 2002 - Amélie Klopfenstein, sciatrice alpina svizzera
- 2002 - Sergej Kozyrev, lottatore russo
- 2002 - Denys Kuzyk, calciatore ucraino
- 2002 - Idea Pieroni, altista italiana
- 2002 - Antonio Serravalle, pilota automobilistico canadese
- 2002 - Tyger Smalls, calciatore inglese
- 2002 - Lasse Wehmeyer, calciatore tedesco
- 2003 - Aidan Gallagher, attore, musicista e attivista statunitense
- 2003 - Rodrigo Huescas, calciatore messicano
- 2003 - Dairon Reyes, calciatore cubano
- 2003 - Fedor Žugić, cestista montenegrino
- 2004 - Nodirbek Abdusattorov, scacchista uzbeko
- 2004 - Elisa Brunel, nuotatrice artistica statunitense
- 2004 - Santiago Castro, calciatore argentino
- 2004 - Esteban Masson, pilota automobilistico francese
- 2004 - Plamena Mitkova, lunghista bulgara
- 2004 - Marin Šotiček, calciatore croato
- 2005 - Michail Rjadno, calciatore russo
- 2006 - Trafim Mel'ničėnka, calciatore bielorusso
- 2008 - Jackson Robert Scott, attore statunitense
- 2009 - Yasmina Islamova, nuotatrice artistica kazaka